# مرکز تجارت جهانی جاکارتا
مرکز تجارت جهانی جاکارتا (به لاتین: World Trade Center Jakarta) یک ساختمان در اندونزی است که در Kav-29, Jalan Jenderal Sudirman, Jakarta, Indonesia واقع شده‌است.